# Xanthocaecilius sommermanae
Xanthocaecilius sommermanae är en insektsart som först beskrevs av Edward L. Mockford 1955.  Xanthocaecilius sommermanae ingår i släktet Xanthocaecilius och familjen fransvingestövsländor. Inga underarter finns listade i Catalogue of Life.